# Raden Saleh

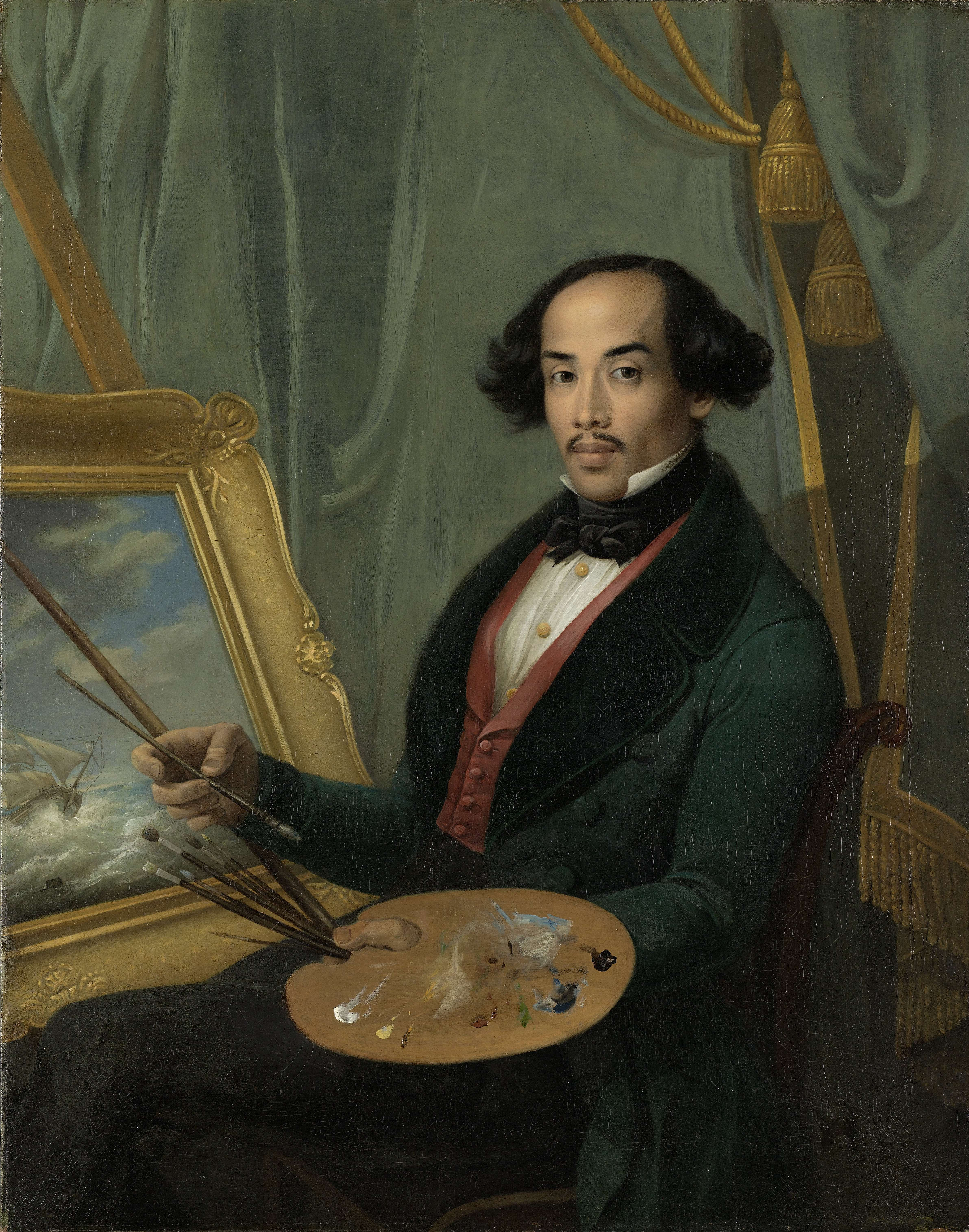
Raden Saleh (c. 1840), acreditat a Friedrich Carl Albert Schreuel.

Raden Saleh Sjarif Boestaman (Semarang, 1811 - Bogor, 23 d'abril de 1880) va ser un pintor indonesi d'ascendència àrab i javanesa. Pioner en l'art modern indonesi, és considerat el primer artista modern d'Indonèsia (llavors Índies Orientals Neerlandeses), i les seves pintures corresponien al romanticisme del segle xix, que va ser molt popular a Europa. També va expressar les seves arrels culturals i la inventiva en la seva obra.

## Joventut
Nascut en una família noble hadhrami, era net del Sàyyid Abdulla Bustamán per part de la mare. El seu pare era el sayyid Husen bin bin Alwi Awal bin Yahya, un indonesi d'origen àrab.

## Viatge a Europa
El jove Saleh va ser educat per primera vegada a Bogor per l'artista belga A.J. Payen. Ell va reconèixer el talent del seu pupil, i va persuadir al govern colonial dels Països Baixos per enviar Saleh a Holanda per estudiar art. Va arribar a Europa el 1829 i va començar a estudiar sota la tutela de Cornelius Kruseman i Andries Schelfhout.
Va ser amb Kruseman que Saleh va estudiar les seves habilitats en el retrat, i més tard va ser acceptat en diverses corts europees on va ser assignat a fer-los. Mentrestant a Europa, el 1836, Saleh va esdevenir el primer indígena indonesi en ser iniciat en la maçoneria. A partir de 1839, va passar cinc anys a la cort d'Ernest I, gran duc de Saxònia-Coburg-Gotha, que va esdevenir el seu mecenes.
Amb Schelfhout, Saleh va ampliar les seves habilitats com a pintor de paisatges. Va visitar diverses ciutats europees, així com Alger. A La Haia, un domador de lleons li va permetre estudiar el seu lleó, i així va poder il·lustrar la seva pintura de baralles d'animals més famosa, que posteriorment el va portar a la fama. Moltes de les seves pintures van ser exposades al Rijksmuseum d'Amsterdam. Diversos dels seus quadres van ser destruïts quan el pavelló colonial neerlandès a París va ser cremat el 1931.

## Índies Orientals Neerlandeses

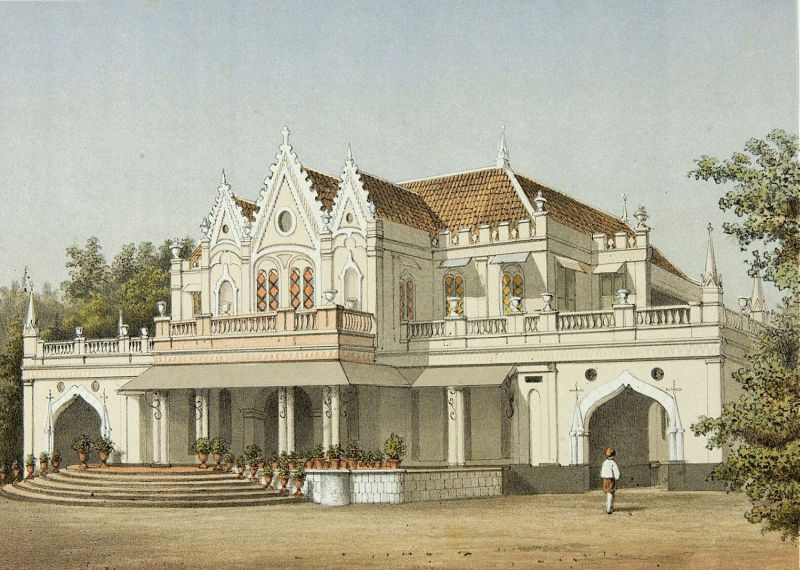
Casa de Raden Saleh a Cikini

Va tornar a les Índies Orientals Neerlandeses el 1852, després d'haver viscut a Europa gairebé 20 anys. Va treballar com curador de la col·lecció d'art colonial del govern i va continuar pintant retrats de l'aristocràcia javanesa, i moltes més pintures de paisatges. En tornar a Java, va expressar la seva inquietud per la vida a les colònies, afirmant que «aquí, la gent només parla de cafè i sucre, i després de sucre i cafè altra vegada» en una de les seves cartes.
En tornar, Saleh va construir una casa a Cikini, ideada al Castell de Callenberg on va passar durant els seus viatges per Europa (c. 1844). Envoltat d'amplis jardins, la majoria d'ells convertits en jardins públics el 1862, va ser clausurat en el canvi de segle. El 1960, l'edifici Taman Ismail Marzuki va ser construït en els antics jardins. La casa en si encara es fa servir avui en dia com a hospital.
Es va casar amb una jove aristòcrata del sultanat de Yogyakarta, Raden Ayu Danudirdja, el 1867, i posteriorment es van traslladar a Bogor on van llogar una casa prop dels Jardins Botànics de Bogor amb vista al mont Salak. Més tard es va endur la seva esposa de viatge a Europa, i van estar als Països Baixos, França, Alemanya i Itàlia. Tanmateix, la seva esposa va contreure una malaltia mentre estaven a París, malaltia que no se sap amb seguretat, i va ser tan greu que immediatament van tornar a Bogor. Ella va morir el 31 de juliol de 1880, tres mesos després del decés del seu marit.

## Mort
El matí del divendres 23 d'abril de 1880, Saleh va caure sobtadament malalt. Va afirmar que va ser enverinat per un dels seus servents, però un posterior examen va mostrar que el seu flux sanguini es va interrompre a causa d'un coàgul a prop del cor. Va ser enterrat dos dies després a Kampung Empang, Bogor. Com es va informar al diari javanès Bode, del 28 d'abril de 1880, el seu funeral «va comptar amb la presència de diversos terratinents i funcionaris holandesos, i fins i tot amb estudiants curiosos de la propera escola».

## Obra
Durant la seva estada a París, es va reunir amb Horace Vernet, la pintura del qual sovint prenia temes de la fauna africana. En comparació amb Vernet, la pintura de Saleh semblava estar més influenciada pel pintor romàntic Eugène Delacroix. Això es veia en una d'obra de Saleh, La caça del lleó (1840), que té una composició similar a La Llibertat guiant al poble de Delacroix. No obstant això, Werner Kraus, investigador al Centre d'Art del Sud-est Asiàtic de Passau (Alemanya), va assegurar que Saleh «mai va esmentar Delacroix. Potser va veure Delacroix, i possiblement Vernet, treballant durant una exhibició».

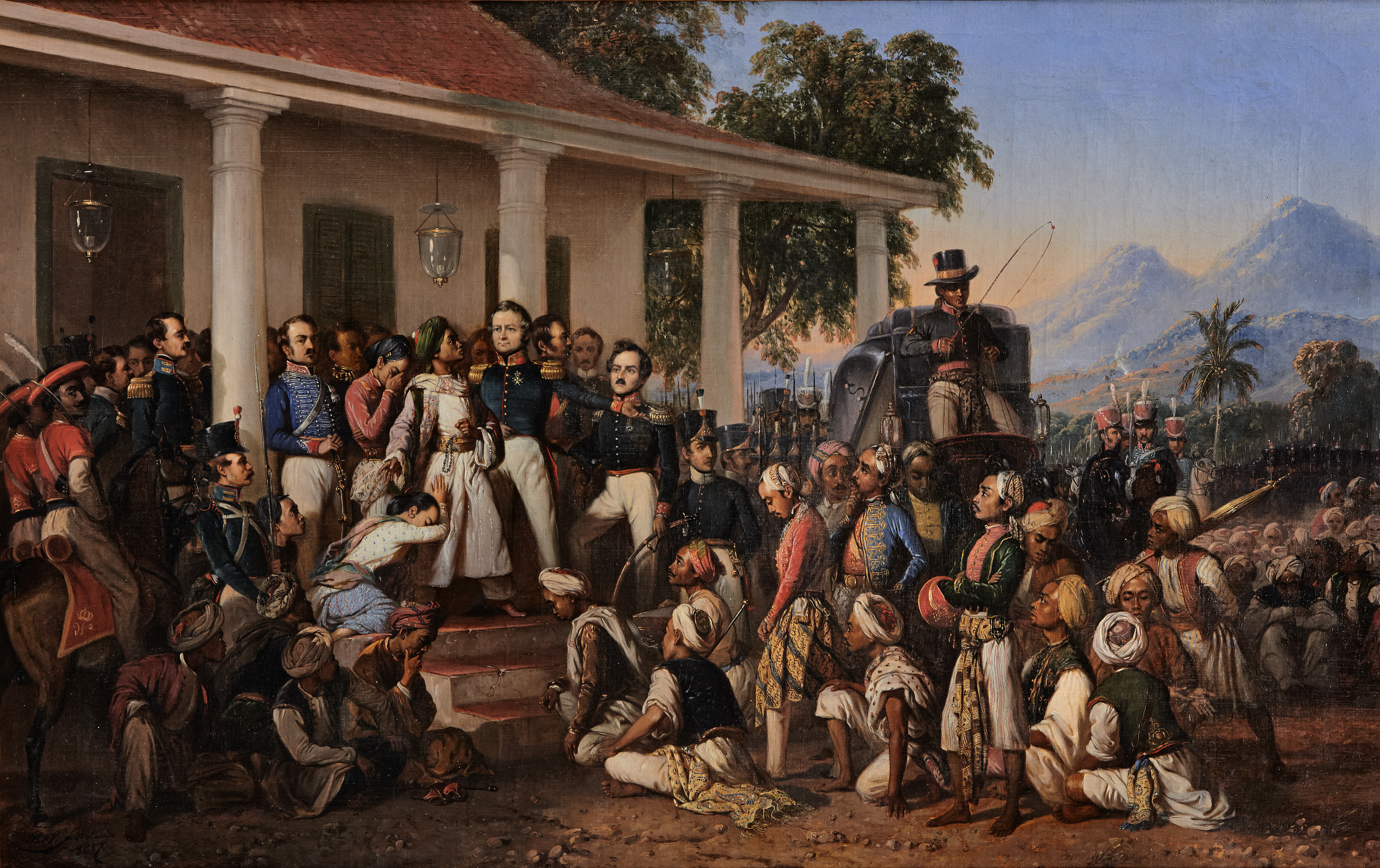
L'arrest de Pangeran Diponegoro (1857), de Raden Saleh. Museu del Palau de Merdeka a Jakarta.

Raden Saleh és especialment recordat per la seva pintura històrica, L'arrest de Pangeran Diponegoro, que representa la traïció del govern colonial al rebel príncep Diponegoro, posant així fi a la Guerra de Java de 1830. El príncep va ser enganyat en la custòdia holandesa en entrar a prop de Magelang, creient que ell hi era per a les negociacions d'un possible alto el foc. Va ser capturat mitjançant traïció i després deportat.
L'esdeveniment havia estat prèviament il·lustrat per un pintor holandès, Nicolaas Pieneman, i encarregat pel tinent general Hendrik Merkus de Kock. Es creu que Saleh va veure aquesta pintura durant la seva estada a Europa. Va fer canvis significatius en la seva versió de la pintura: Pieneman va pintar l'escena des de la dreta i Saleh des de l'esquerra. Pieneman representa Diponegoro amb expressió de resignació, mentre que Saleh sembla que el mostra ultratjat. Pieneman va nomenar a la seva pintura La rendició del príncep Diponegoro, mentre Saleh la va anomenar L'arrest de Pangeran Diponegoro. Se sap que Saleh va pintar deliberadament els captors holandesos de Diponegoro amb grans caps per fer-les semblar monstruosos, en contrast als javanesos més proporcionalment representats.
El treball de Raden Saleh ha estat considerat com un símbol de l'incipient nacionalisme en el territori que llavors eren les Índies Orientals Neerlandeses. Això també pot ser vist com la representació dels homes de Diponegoro. Pieneman mai havia estat a les Índies, i per això són representats d'una manera més àrab. La versió de Saleh té una representació més exacta de la roba nativa javanesa, amb algunes personatges portant batik i blangkon.
Saleh va acabar aquesta pintura el 1857 i la va presentar a Guillerm III a l'Haia. Va ser retornada a Indonèsia el 1978 com a part d'un acord cultural entre tots dos països el 1969, respecte a la devolució d'objectes culturals lliurats, hipotecats, o intercanviats als holandesos en les èpoques anteriors. No obstant això, la pintura no va caure en cap de les categories, ja que Saleh la va presentar al Rei dels Països Baixos i mai va estar en possessió d'Indonèsia. Va tornar com un regal del Palau Reial d'Amsterdam, i actualment s'exhibeix al museu del Palau de Merdeka a Jakarta.

## Galeria

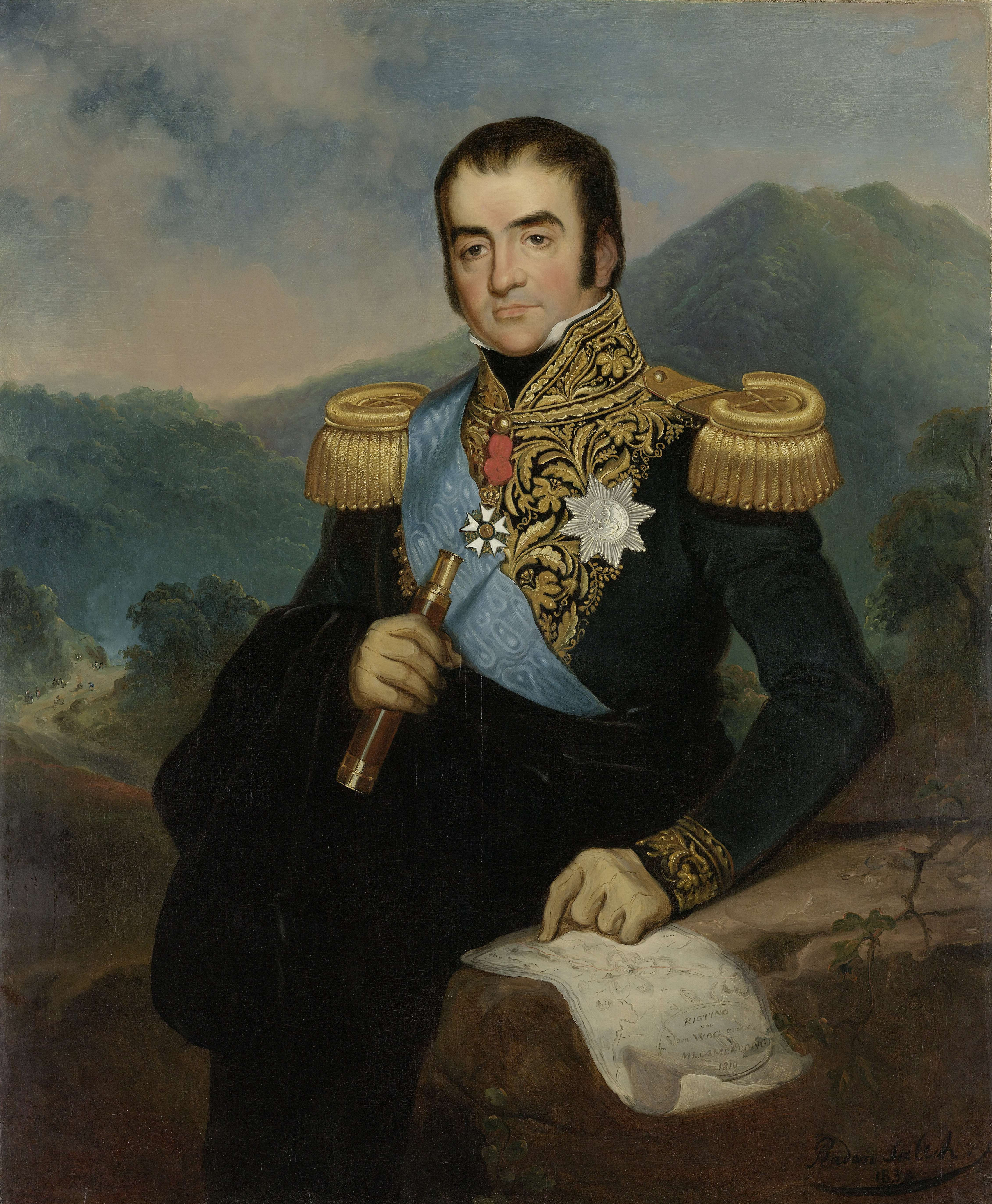
Retrat de Herman Willem Daendels (1838).
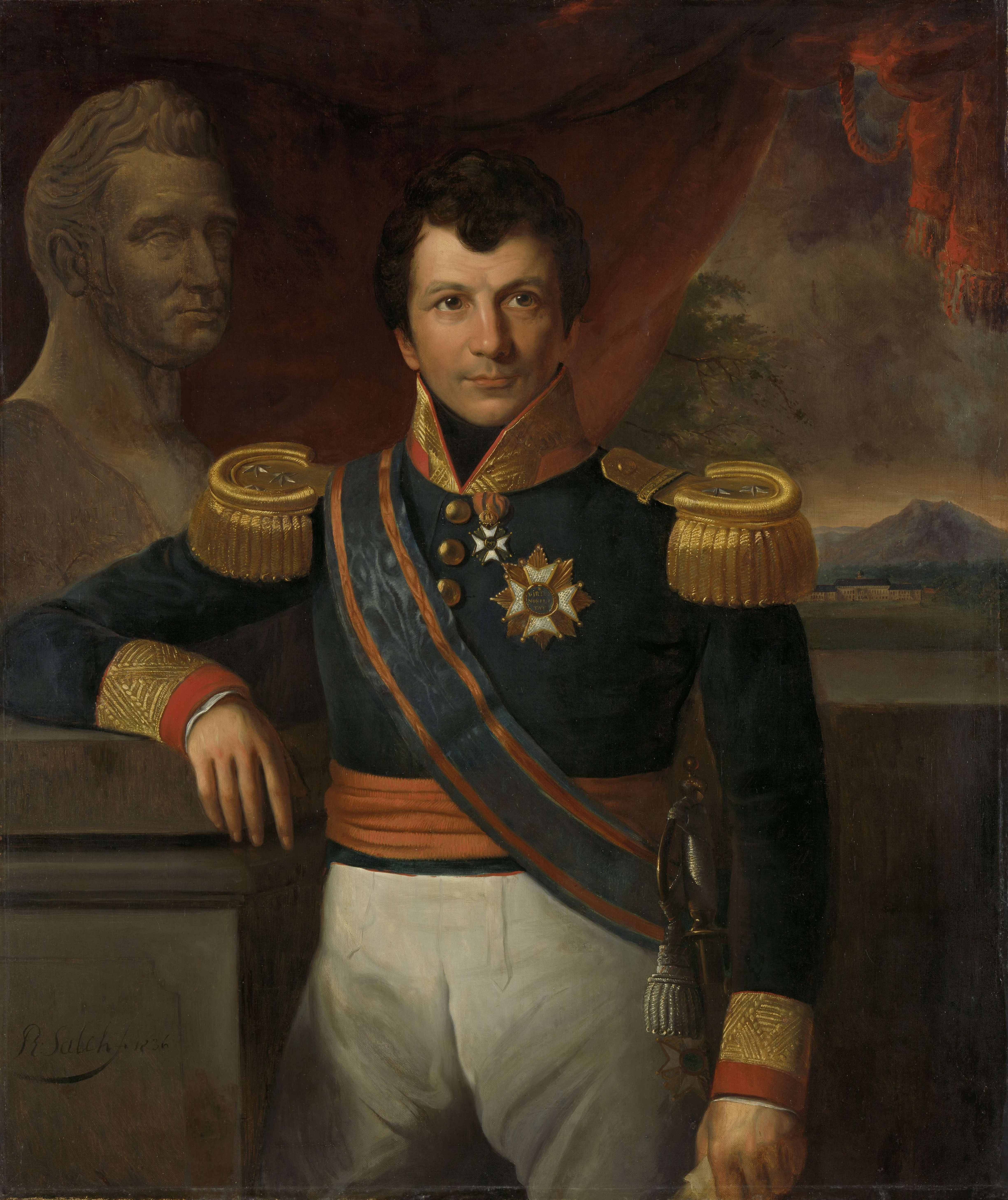
Retrat de Van den Bosch (1836). Rijksmuseum, Amsterdam.
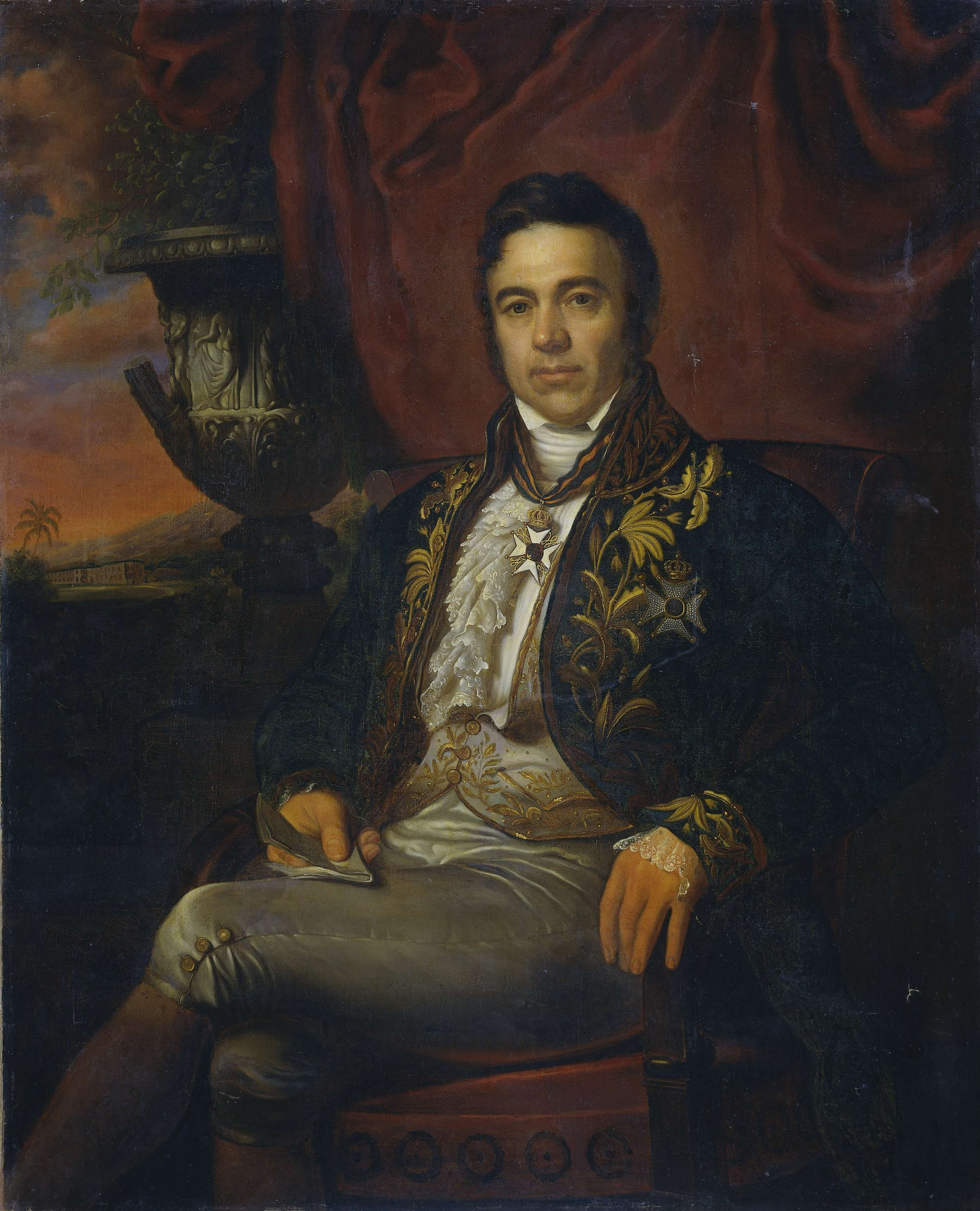
Retrat de Jean Chrétien Baud (1835).
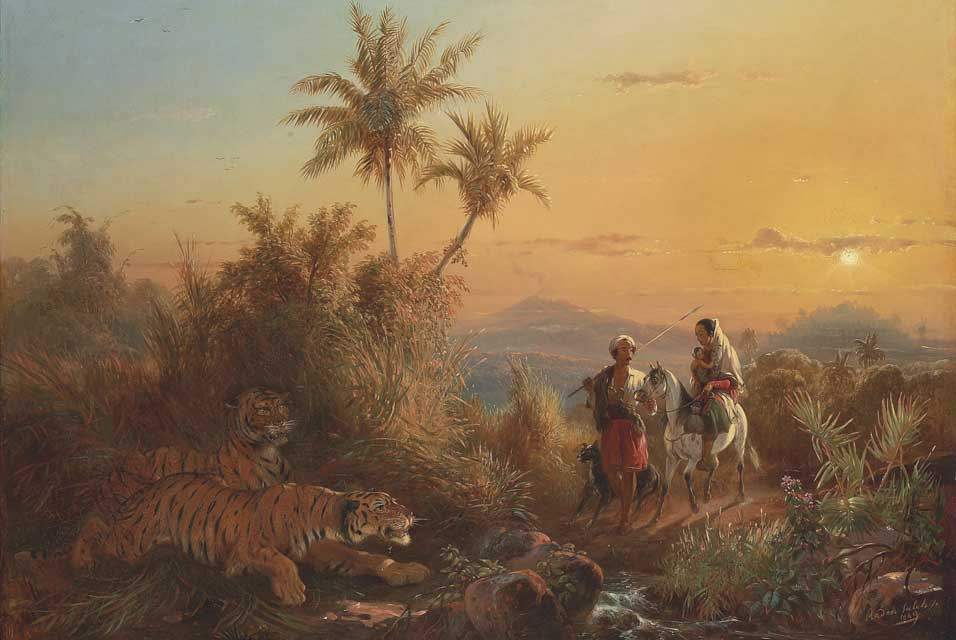
Paisatge javanès, amb tigres escoltant el so d'un grup de viatgers (1849).
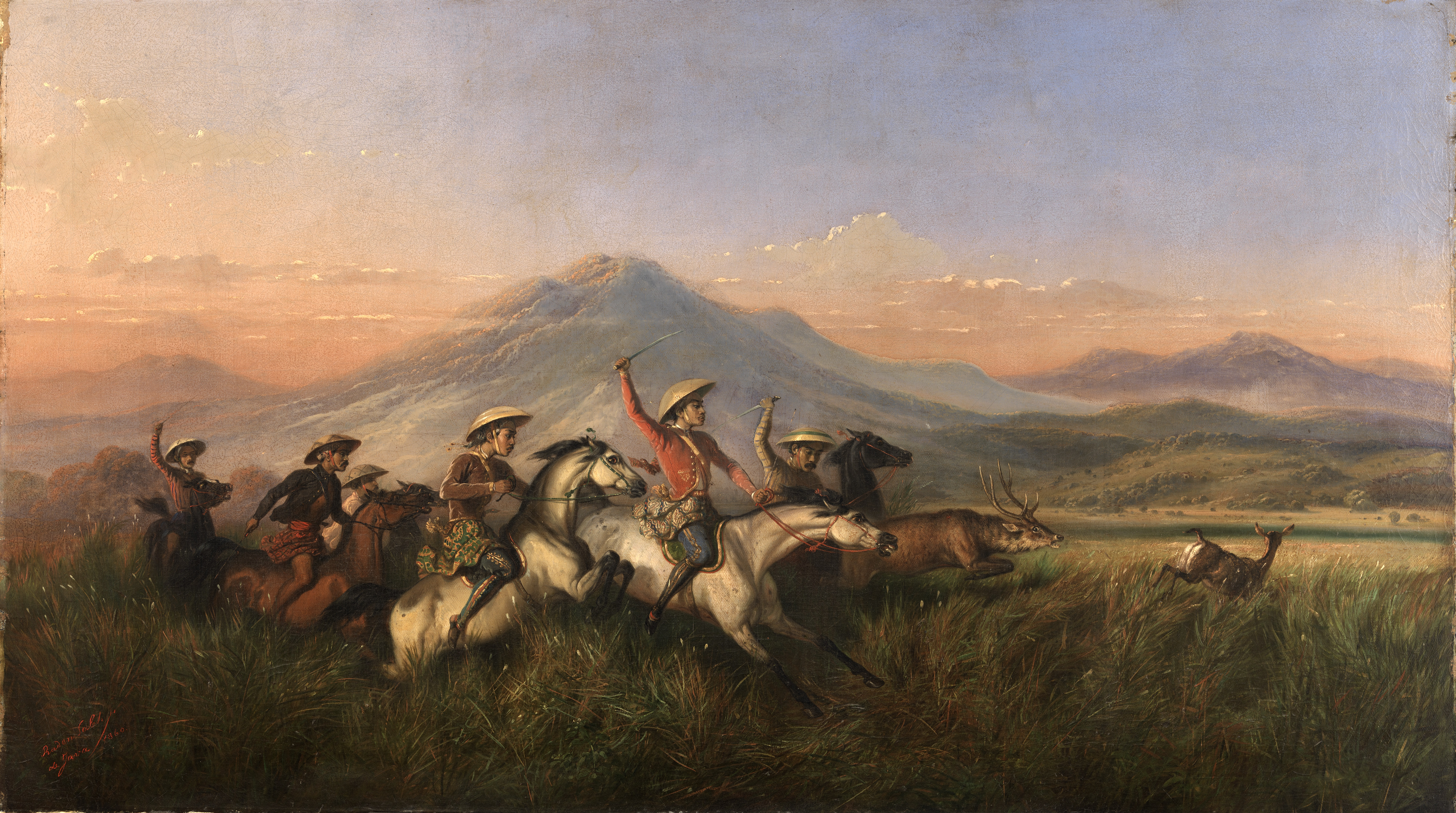
Sis genets perseguint cérvols (1860).
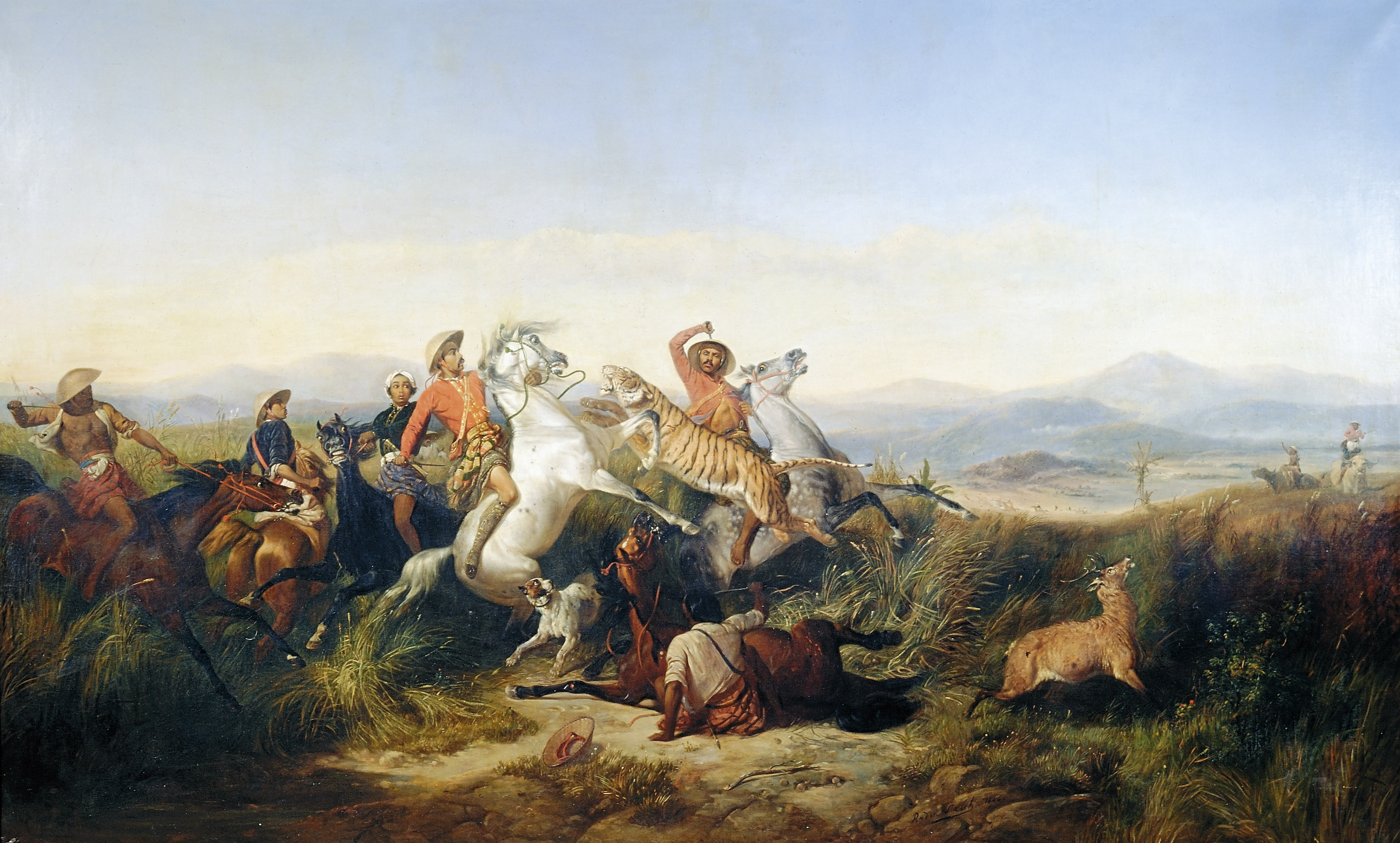
Caça de cérvols (1846). Museu Mesdag, La Haya.
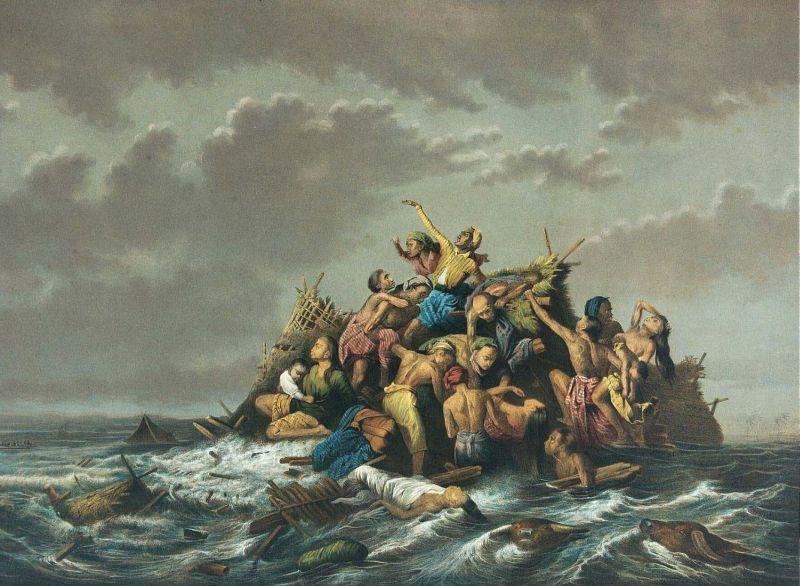
Una inundació a Java (1865-1875), la composició recorda molt al El rai de la Medusa (1819) de Géricoult
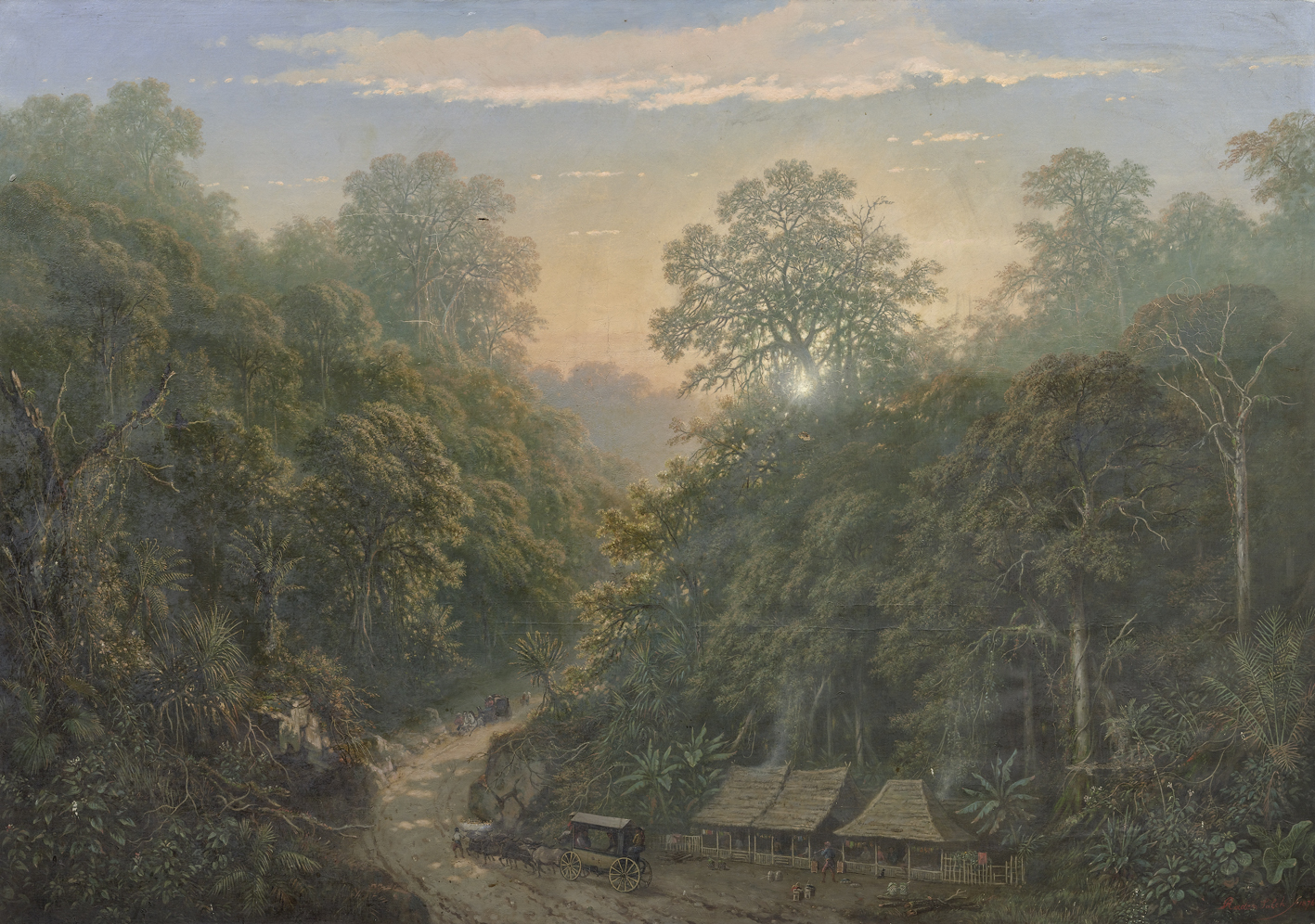
Estació de Correus javanesa (1876).
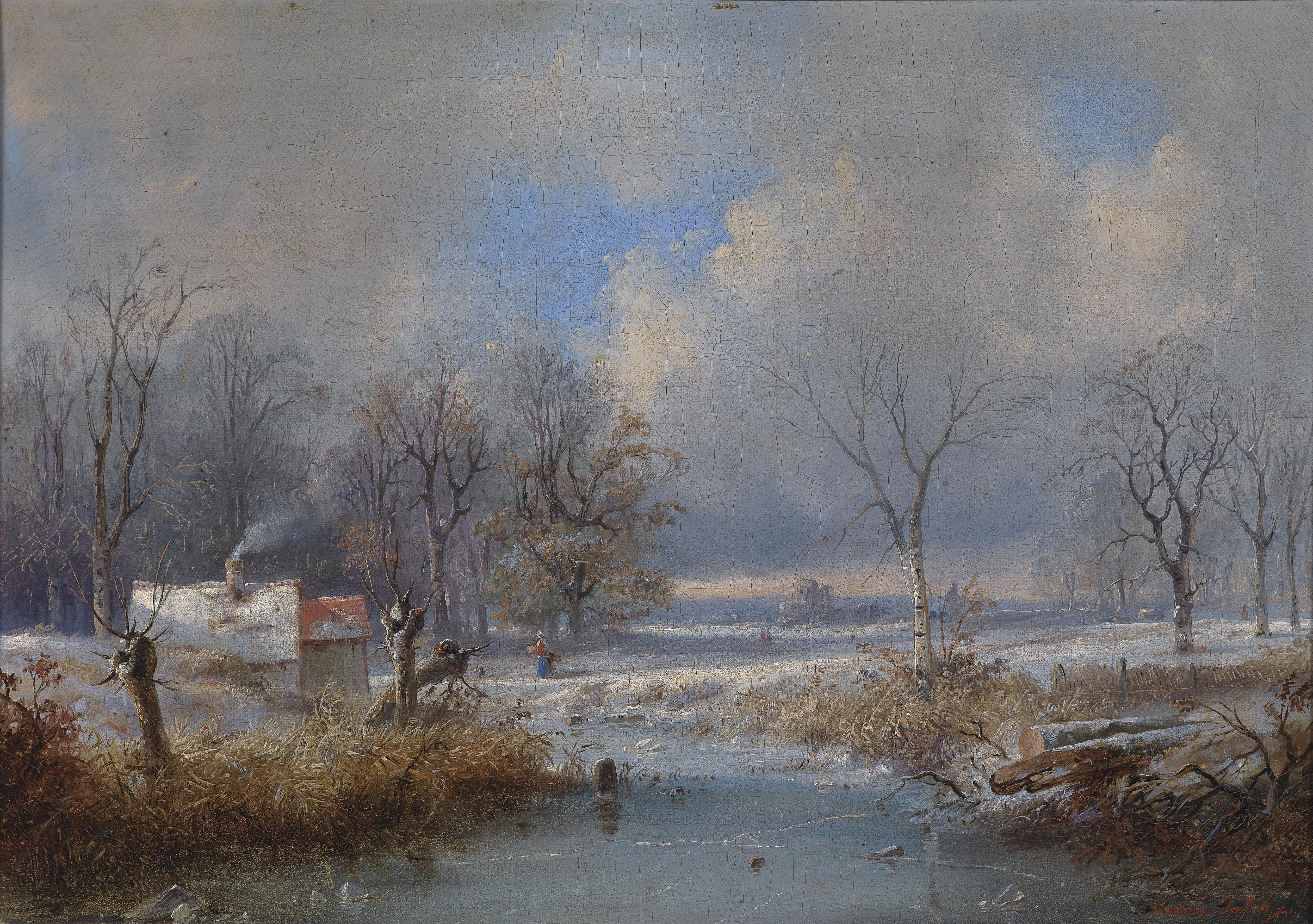
Paisatge d'hivern (1830).
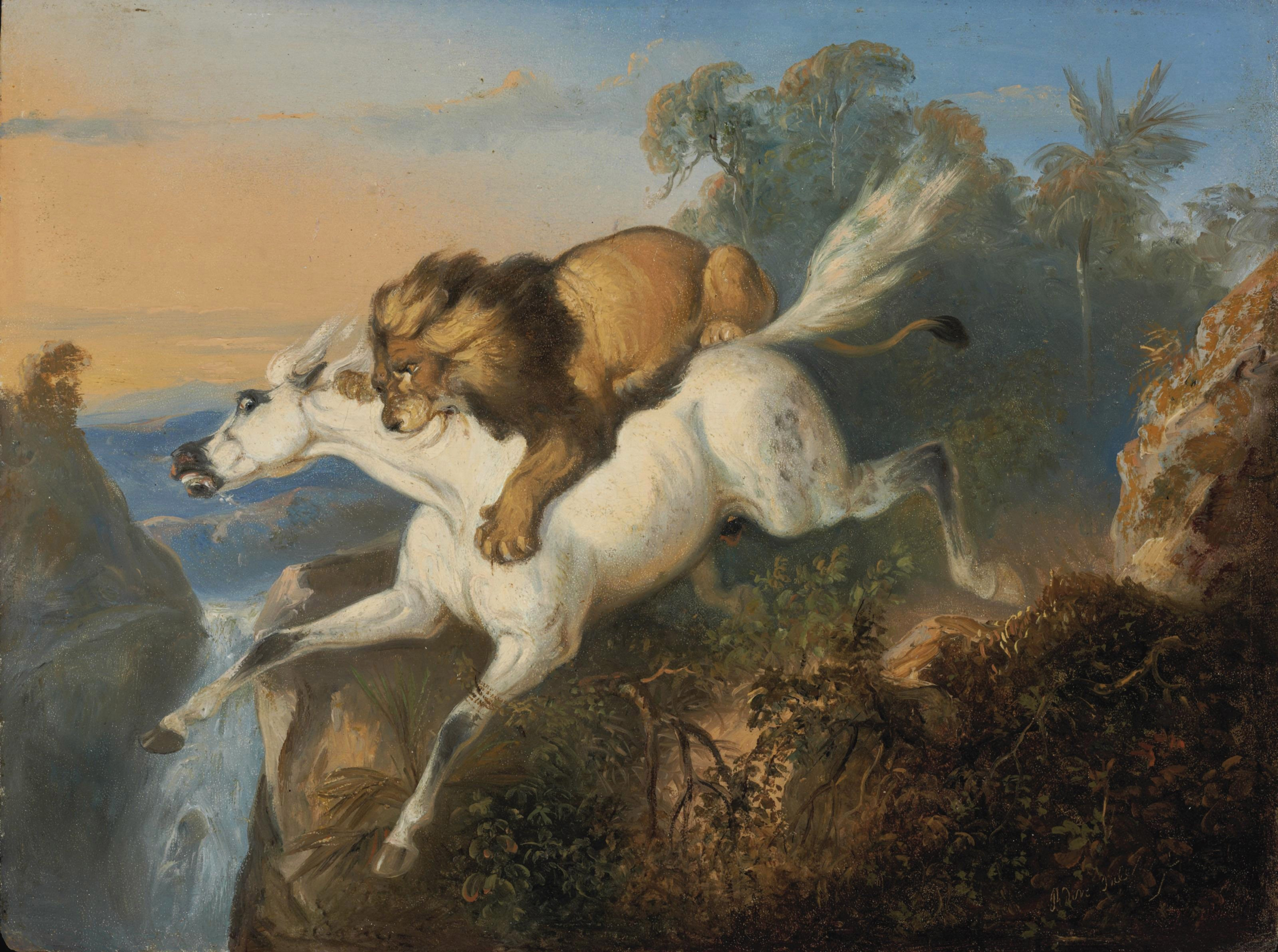
Lleó atacant un cavall.
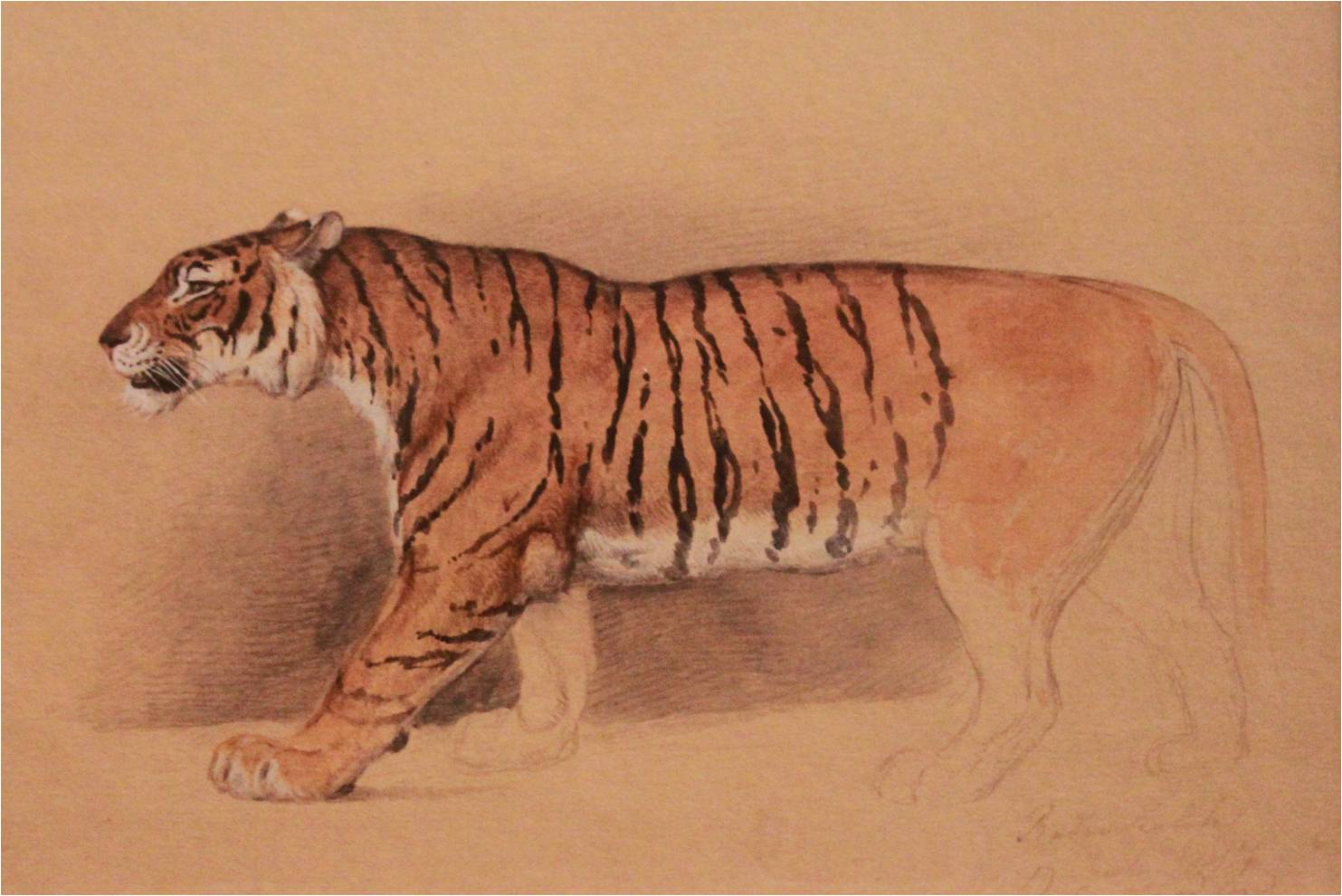
Estudi en aquarel·la d'un tigre caminant.
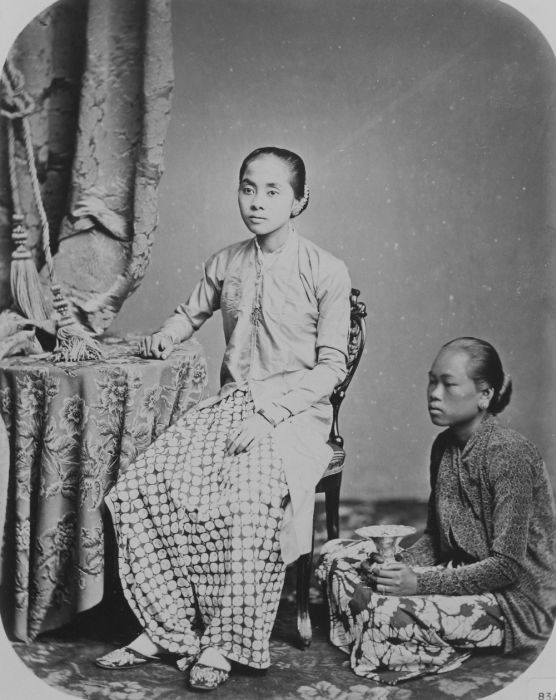
Fotografia de l'estudi de Raden Ayu Danudirdja amb el seu servent (1860).
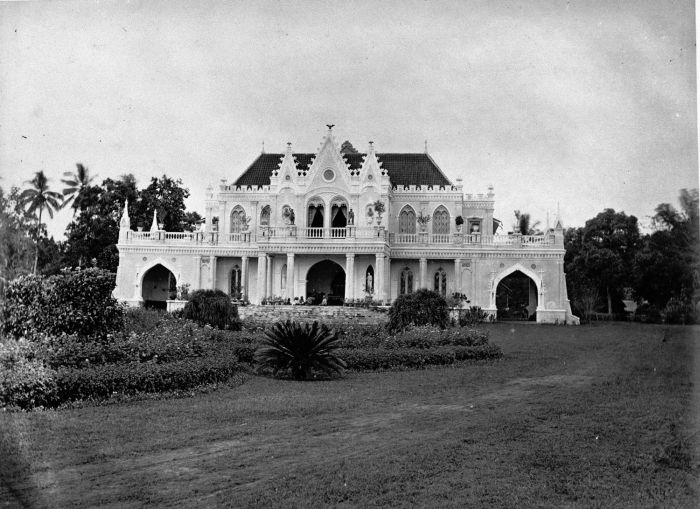
Fotografia de la llar de Raden Saleh a Cikini.